# 19 Aurigae

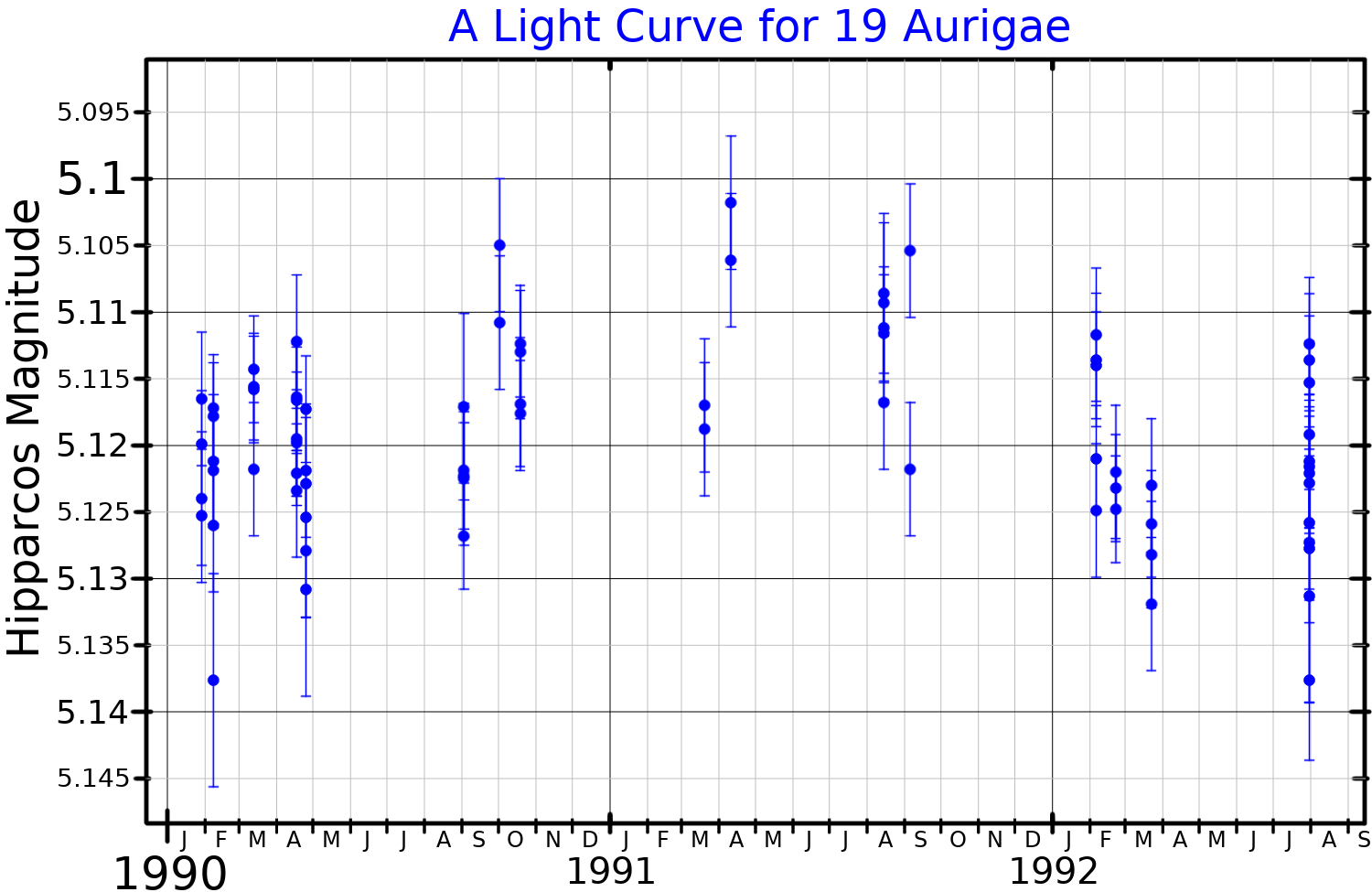
Una curva de luz para 19 Aurigae, adaptada de Chistyakov y Sokolov.

19 Aurigae (19 Aur / HD 34578 / HR 1740) es una estrella de magnitud aparente +5,05 encuadrada en la constelación de Auriga.
Situada aproximadamente a 2080 años luz del sistema solar, es una gigante luminosa de color blanco y tipo espectral A5II.
Las gigantes luminosas de tipo A son poco frecuentes, siendo e Velorum y ο Scorpii dos brillantes ejemplos dentro de este grupo.
19 Aurigae tiene una temperatura superficial de 8300 ± 100 K y una luminosidad 11 200 veces mayor que la luminosidad solar.
Su diámetro angular estimado, 0,598 milisegundos de arco, permite conocer, en función de la distancia, el diámetro real.
Dada la incertidumbre en la misma —que en el caso de 19 Aurigae supera el 20 %— su diámetro se puede evaluar de forma solo aproximada, resultando ser 41 veces más grande que el del Sol.
Gira sobre sí misma con una velocidad de rotación proyectada de 14 km/s, si bien su velocidad de rotación puede ser más elevada dependiendo de la inclinación de su eje respecto a nuestra línea de visión.
Muestra un índice de metalicidad —factor que mide la abundancia de elementos metálicos— superior al del Sol ([Fe/H] = +0,16).
Es una estrella de 8,8 masas solares con una edad de 29 millones de años.